# Romualdo Arppi Filho
Romualdo Arppi Filho (født 7. januar 1939, død 4. marts 2023) var en brasiliansk fodbolddommer. Han var best kendt for at dømme tre kampe under VM i Mexico, 1986 heriblandt finalen mellem Argentina og Vesttyskland. Han er den anden brasilianer til at dømme en VM-finale.